# TV Tennis Electrotennis
Il TV Tennis Electrotennis (in giapponese: テレビテニス; Terebitenisu, che significa Televisione Tennis, anche conosciuto come TV Tennis ed Electrotennis, è una console casalinga della prima era rilasciata da Epoch Co. il 12 settembre 1975 per 19,000 yen. È stata la prima console per videogioco mai pubblicata in Giappone, diversi mesi prima dell'uscita di Pong di Atari in Nord America. Una caratteristica unica di TV Tennis Electrotennis è che la console è collegata wireless a una TV, funzionando attraverso un'antenna  UHF. Ha venduto circa 10.000 unità, di cui circa 5.000 durante il primo anno.
Il successore di TV Tennis Electrotennis è il TV Game System 10 dal 1977.